# シェリダン・ティットマン
シェリダン・ティットマン（Sheridan Dean Titman）は テキサス大学オースティン校 のファイナンス学者。コロラド大学 にて学士号（1975年）、カーネギーメロン大学 にて修士号（1978年）および博士号（1981年）を取得。以前は、UCLA で教鞭をとり、ファイナンス学部の主任を務めた。 1992年から1994年にかけては、 香港科学技術大学 のビジネス・マネジメント学部の創設教授の一人であった。1994年から1997年まで、 ボストンカレッジ に在籍。 1988年から89年にかけては、ワシントンD.C. で経済政策担当の補佐官を務めた。 
ティットマンの学術論文には、資産価格 、コーポレート・ファイナンス 、不動産 などがある。シェリダンは、Journal of Finance のSmith-Breeden Prize、  Review of FinanceのGSAM最優秀論文賞を受賞、Batterymarch Fellowshipを受賞した。Journal of Finance   および Review of Financial Studies    の編集委員を務めた。 
2012年、 ラグラム・ラジャンの後任として、 米国ファイナンス協会 の会長を務め、 欧米ファイナンス協会 の会長も務めた 。 また、アジア太平洋ファイナンス協会とファイナンシャル・マネジメント協会の理事も務めている。
ティットマンの最もよく知られた研究はモメンタム投資 であり、同投資は市場における既存のトレンドの継続を利用することを目的とした投資戦略である。ナラシマン・ジェガディッシュとティットマンは論文を出版。経済学者 ロバート・シラー が爆弾発言と呼んだ研究である 。モメンタム投資に関する研究は、学界やAQRキャピタル・マネジメントなどの民間組織で行われている。モメンタム投資は資産バブルを招くとして、ポール・ウーリーなどは批判している。

## 共著

### ファイナンスの教科書
- Financial Markets and Corporate Strategy
- Valuation： The Art and Science of Corporate Investment Decisions
- Financial Management